# Contern
Contern (in lussemburghese: Conter) è un comune del Lussemburgo sud-occidentale. Fa parte del cantone di Lussemburgo, nel distretto di Lussemburgo. Si trova ad est della capitale.
Nel 2005, la città di Contern, capoluogo del comune che si trova nella parte sud-occidentale del suo territorio, aveva una popolazione di 1 065 abitanti. Le altre località che fanno capo al comune sono Medingen, Muhlbach, Moutfort e Oetrange.